# Diplochaetus emaciatus
Diplochaetus emaciatus är en skalbaggsart som beskrevs av Bates. Diplochaetus emaciatus ingår i släktet Diplochaetus och familjen jordlöpare. Inga underarter finns listade i Catalogue of Life.